# Rhinodoras gallagheri
Rhinodoras gallagheri är en fiskart som beskrevs av Sabaj Pérez, Taphorn och Castillo G. 2008. Rhinodoras gallagheri ingår i släktet Rhinodoras och familjen Doradidae. Inga underarter finns listade i Catalogue of Life.